# تاکاشی فوکونیشی
تاکاشی فوکونیشی (به انگلیسی: Takashi Fukunishi) بازیکن فوتبال اهل ژاپن و عضو تیم ملی فوتبال ژاپن است که در تاریخ ۲۹ ژوئن ۱۹۹۹ میلادی اولین بازی ملی‌اش را انجام داد. او در ۶۴ بازی ملی حضور داشت و آخرین بازی ملی خود را در تاریخ ۱۸ ژوئن ۲۰۰۶ میلادی انجام داد. تاکاشی فوکونیشی در بازی‌های ملی‌اش
۷ گل به ثمر رساند.